# Jövedelemrugalmasság
Jövedelemrugalmasság alatt a mikroökonómiában az egyéni jövedelem (m) valamely függvénye – többnyire a keresleti függvény – értékének %-os megváltozását értjük annak hatására, hogy a jövedelem 1%-kal nő. A jövedelemrugalmasság jele εm vagy Em (az angol elasticity: rugalmasság szóból).
Ha tehát például egy fogyasztó jövedelme havi 100 000 forint és ebből 2000 forintot költ sajtra, továbbá ha a jövedelme 1%-kal (azaz 1000 forinttal) nő és ennek hatására ő 40 forinttal nagyobb értékben fog sajtot vásárolni, akkor az {\displaystyle m=100000} pontban fogyasztónk sajt iránti keresletének jövedelemrugalmassága:
A jövedelemrugalmasság általános képlete, ha az f függvény jövedelemrugalmasságát vizsgáljuk az m0 helyen:
Vagyis a jövedelemrugalmasság számolható az f függvény m szerinti parciális deriváltjának segítségével.
Egy jószág keresletének jövedelemrugalmassága sok információt hordoz a jószág tulajdonságairól. Ha εm pozitív, akkor a jövedelem emelkedése a jószág keresletének növekedésével jár; ezeket a javakat normál javaknak nevezzük. Ritkább esetben előfordulhat, hogy εm negatív, ekkor inferior javakról beszélünk.
A normál javak közül amelyekre {\displaystyle \varepsilon _{m}>1}, azok 1%-nál nagyobb keresletnövekedéssel reagálnak az 1%-os jövedelememelkedésre; ezeket luxusjavaknak is hívjuk. Ezzel szemben az 1-nél kisebb jövedelemrugalmasságú javak neve létszükségleti jószág.
Mikroökonómiai eszközökkel bizonyítható még egy érdekes összefüggés; eszerint ha egy személy a rendelkezésére álló összes jövedelmet elkölti, akkor az általa fogyasztott összes jószág jövedelemrugalmasságainak súlyozott összege 1, vagyis:
Az {\displaystyle s_{1},s_{2},\cdots ,s_{n}} súlyok az első, második, …, n-edik jószágra költött pénzösszeg és a teljes jövedelem hányadosai, azaz {\displaystyle s_{i}={\frac {p_{i}x_{i}}{m}}}.
Az összefüggés fő tanulsága, hogy az elfogyasztott luxusjavakat létszükségleti javak kell hogy „ellensúlyozzák”.